# 天下人
天下人（日语：／）是指掌握天下政权的人，主要指日本战国时代至江户时代初期掌握中央政权的武将。